# Louis Glass (Erfinder)
Louis T. Glass  (* 6. August 1845 in Maryland; † 12. November 1924 in San Francisco) war der Erfinder der Jukebox.
Er begann 1868 als telegraph operator bei Western Union. 1879 hatte er genug Geld gespart, um sich an Telefongesellschaften in Oakland und San Diego zu beteiligen. 1889 wurde er General Manager der Edison General Electric Company in San Francisco (auch: Pacific Phonograph Company).
Am 23. November 1889 stellte er zusammen mit seinem Geschäftspartner William S. Arnold im Restaurant Palais Royal die Jukebox vor. Diesen Namen bekam sie erst später, das Gerät wurde als „Nickel-in-the-Slot-Player“ vorgestellt. Am 29. Mai hatte er 15 Maschinen in Betrieb und konnte in Chicago auf der Jahresversammlung der Phonographen-Industrie („First Annual Convention of Local Phonograph Companies of the United States“) einen Umsatz von 4019 $ verkünden.
Er beteiligte sich auch im Kampf gegen Lautsprecher. Seine Jukeboxen waren mit Kopfhörern ausgestattet, um das (unbezahlte) Mithören zu erschweren.
1905 gründete er die Philippine Telephone and Telegraph Company, der er bis 1912 vorstand.
Am 18. April 1906 wurde er wegen Bestechung von Mitgliedern der Oliver Grand Jury verurteilt. Diese hatten den Marktzugang für andere Telefongesellschaften untersucht.

## Familie
Er war mit Dina L. Glass verheiratet und hatte mit ihr die Tochter Frances Glass, verheiratete Beamer.